# 南浔镇
南潯鎮是浙江省湖州市南潯區轄鎮，也是該區政府所在地，中國歷史文化名鎮之一。轄區面積141平方公里，人口11.93萬人（2007年）。
南潯鎮自南宋淳祐季年(1252年)建鎮至今已有758年歷史，因地處江浙滬三地交界處附近，歷史上也曾劃歸蘇州管轄。南潯水陸交通便捷，明萬曆至清中葉為南潯經濟繁榮鼎盛時期，民間有“湖州一個城，不及南潯半個鎮”之說。鎮內的嘉業堂曾是中國歷史上規模最宏大、藏書最豐富的私人藏書樓。

## 政区沿革
北宋太平興國三年(978年)，南潯東57里的地區劃歸平江（蘇州）鎮區成為湖州境東之門戶，聚居居民日增，村落規模初具，因濱溪遂稱潯溪，屬烏程縣震澤鄉。潯溪之名一直沿用至南宋寧宗(1195年-1224年)朝。南宋理宗時(1225年-1264年)文獻記載「南林一聚落，而耕桑之富，甲於浙右」。由於潯溪之南商賈雲集，屋宇林立，遂稱南林。至淳祐季年(1252年)建鎮，取「南林」、「潯溪」兩名之首字，稱「南潯」，並設鎮官。
元末張士誠據南潯，於至正十六年(1356年)築城。明洪武二年(1369年)拆城修建蘇州城。明末潘爾夔《潯溪文獻》雲：「阛閡鱗次，煙火萬家；苕水碧流，舟航輻輳。雖吳興之東部，實江浙之雄鎮。」自建鎮至清末，一直隸屬於烏程縣震澤下鄉。
民國初，烏程、歸安二縣合並成吳興縣，南潯初屬吳興縣16-18區，民國16年(1927年)屬吳興縣第三行政區(後改南潯區)。1949年中華人民共和國建立後，湖州城區設湖州市，郊區設吳興縣，南潯屬縣管轄。1953年為縣直屬五大鎮之一。1958年10月南潯與東遷、馬腰、橫街、北里、三長五個鄉合並建為南潯人民公社，南潯鎮屬公社的18個大隊之一。1983年由省轄湖州市郊區人民政府管轄，1986年撤北里鄉，歸並入鎮。1988年，湖州市撤郊區人民政府，南潯直接由市領導。1992年7月，經湖州市委、市人民政府批准，鎮區為市級經濟開發區。1993年11月，經浙江省人民政府批准為省級經濟開發區。

## 歷史發展

### 南宋至明中葉
南宋初，本地僅一村落，稱潯溪村，後稱南林，「耕桑之富甲於浙右，土潤而物豐，民信而俗樸，行商坐賈之所萃」。淳祐末立南潯鎮。此後直至明萬曆中，蠶桑種植經濟和家庭手工繅絲日益發展。

### 晚明至清中葉
南潯七里村民在洪武十六年（1383年）前後曾多次改進繅絲方法，明萬曆（1573年—1620年）間對育蠶、植桑、繅絲等又進行技術革新，如培育了名聞中外的蓮心種，制成了三緒絲車等，因而七里湖絲聲名鵲起，杭、嘉、湖、蘇所產生絲均冠以七里之名。清乾、嘉年間，七里絲行銷範圍除江南外，經明州（今寧波）、廣州大量外銷日本及歐美。南潯經濟因此而迅速發展直至繁榮，實乃「江浙之雄鎮」。

### 晚清
晚清南潯蠶桑、手工制絲業發達，外貿興旺，百業昌盛，市場繁榮，從性質上說，已是名噪江南的典型商業性市鎮，它以生絲銷售為主兼有蠶繭原料加工手工業的絲市專業為特色。清末，史家稱「整個湖州城，不及南潯半個鎮」，將因商業發展而新興的南潯與傳統古老的行政中心的湖州，作了鮮明對比，也概括地表明南潯鎮在湖州府的經濟地位。
近代，自清道光二十二年（1842年）鴉片戰爭失敗後，上海辟為通商口岸，湖絲貿易以南潯為重要集散中心，在全國生絲出口貿易中居舉足輕重的地位。太平天國戰亂期間，南潯鎮曾遭破壞，絲商富豪避難上海及附近城市。他們在通商口岸和外人接觸後，開拓了南潯絲的國外市場。太平天國之亂結束後，外商對南潯絲（或稱洋莊絲）需求日多，絲價因而上漲。
道光初及同治末年，南潯人先後搖成絲經，這二次革新，改變了出口「有絲無經」狀態，以致對外貿易激增，並促進了繅絲業的大發展。全鎮至少有十分之六以上的農民以紡經為業，絲經行最盛時達56家之多。清末民初，絲棧達42家，上海的91家絲經行中，70％為南潯人所開設。從出口貿易看，道光二十七年（1847年）上海口岸蠶絲出口總數為21176包，其中南潯出口數為13426包，占出口總數的63．396％。“同治九年（1870年）中國蠶絲出口達到五萬擔。到光緒十八年（1892年）出口超過了十萬擔。在短短二十年，蠶絲出口量又翻了一番，其中大部分還是湖州輯里絲。”。
七里絲以質優量多，而暢銷海內外，南潯經濟由此空前繁榮，它以江南蠶絲名鎮載譽國際。到清同光年間，南潯因經營蠶絲貿易而成為富豪者達數百十家，他們所積累的財富少則數十萬兩白銀，多則達千餘萬兩白銀之巨，在江南各鎮中首屈一指。他們除致力發展蠶絲外貿外，還投資鹽業、鐵路、房地產、典當業、銀錢業和現代企業，其範圍包括江、浙、皖等地，特別是他們雄厚的商業資本在近代上海商場中占有重要地位，當時上海稱之為“南潯幫”的商人，其中多數是「四象、八牛、七十二墩狗」家族中的成員。他們發家致富後，在故里建宏大宅第，置田地房產，築庭園書齋，以及捐資築路造橋，興辦教育等社會公益。這些民族資本家，是伴隨中國資本主義的發展而應運而生的，他們不僅為本地，乃至中國初期的民族資本主義繁榮和文教事業的發展，作出了相當大的貢獻。

### 民國時期
這期間，七里絲面臨資本主義國家機械絲的嚴重挑戰，雖然從民國元年至23年（1912年-1934年）這二十三年中，七里絲出口平均數占上海出口生絲總數仍然高達38％，且在第一次世界大戰期間及戰後的八年間，主要資本主義國家忙於戰爭和醫治戰爭創傷，七里絲每年出口數量不減，但好景不長，民國18年開始，出口數直線滑落，23年出口數慘跌到300包。抗日戰爭期間，蠶絲生產又備受摧殘，呈一蹶不振的衰落局面。作為南潯經濟命脈的絲生產的萎縮，造成市場蕭條，農村破產，缺糧嚴重，民生凋蔽狀態。

### 中華人民共和國初期
中華人民共和國成立后南潯生產力水平得到了提高，1957年工業總產值為580萬元，比解放初增加了11倍多。至1978年工業總產值達3805．26萬元，比1957年增長6．6倍。1949年全年糧食總產量僅為5618．5吨，畝產193．5公斤。到1978年，全年糧食總產量達19119．9吨，畝產704．5公斤，分別增長3．4倍和3．64倍。蠶繭，1949年年產54．2吨，到1977年達到239．2吨，猛增44倍。但由於受到「大躍進」、三年自然災害、「文化大革命」的破壞，以及當局計劃經濟的制約，經濟建設速度十分緩慢。

### 改革開放之後
改革開放之後南潯工業總產值逐年呈滾動式遞增，1988年全鎮工業總產值為3．22億元，比1978年增長8．4倍，其中鎮村工業總產值從406．78萬元，提高到1億元，增長了24．7倍。商品零售總額從3334．23萬元，提高到1．98億元，增加了4，9倍。農業總產值從1022萬元，提高到1313萬元，增長了29％。其中蠶繭從215．2吨，提高到436．29吨，增加了1倍，糧食、油菜生產也連續增長。工業內部結構則起了根本性變化，1988年全鎮已擁有工業企業183家，職工2211749人，並形成機電、制革、皮革、制絲、化工為主體的多門類產業體系。同時，村辦企業異軍突起，發展到117家。出口創匯1847．98萬美元。全鎮儲蓄總額增加到4931．29萬元，比1978年增加了18倍。

## 行政區劃
- 南潯鎮轄10個社區、38個行政村和567個村民小組（2007年），鎮政府駐地位於南潯鎮人瑞路388號：
  - 社區：夏家橋社區、泰安路社區、百間樓社區、適園社區、遼里社區、江南社區、遼西社區、增山社區、馬腰社區、橫街社區。
  - 村民委员会（括注村民小組數）：堰四(11)、朱塢村(12)、遼西(8)、遼里(15)、潯南(18)、硬長橋(13)、沈莊洋(14)、丁家橋(16)、潯東(17)、聯誼(18)、新安(22)、寶山(6)、戴家橋(13)、漁業(2)、輯里(18)、施家浜(10)、屯圩(21)、和睦兜(19)、橫街(15)、柏樹(20)、永聯(17)、迎春(12)、神墩(14)、適溪(22)、息塘(10)、興隆(15)、三長(8)、燈塔(17)、馬嘶(25)、庠上(23)、計家兜(5)、潘港橋(10)、前洪(19)、伍林(14)、楊華(13)、泗洲(15)、南林(10)、馬腰(30)。

- 南潯經濟開發區轄2個社區、14個行政村和279個村民小組。
  - 社區：鎮北社區、東遷社區。
  - 行政村：直港巷(26)、方丈港(12)、英雄(10)、富強(29)、潯北(6)、丁家港(21)、同心(20)、李家河(11)、聖駕橋(22)、東遷(32)、東上林(25)、祜村(25)、江蔣漾(23)、洋南(17)。

## 名胜古跡

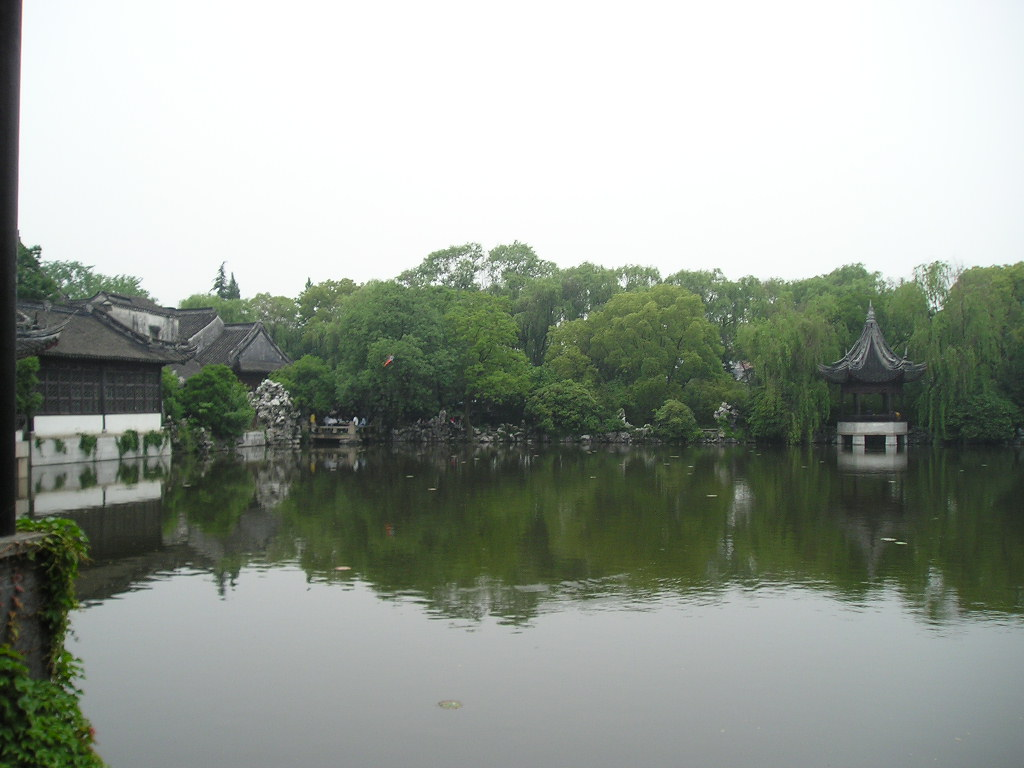
小蓮莊

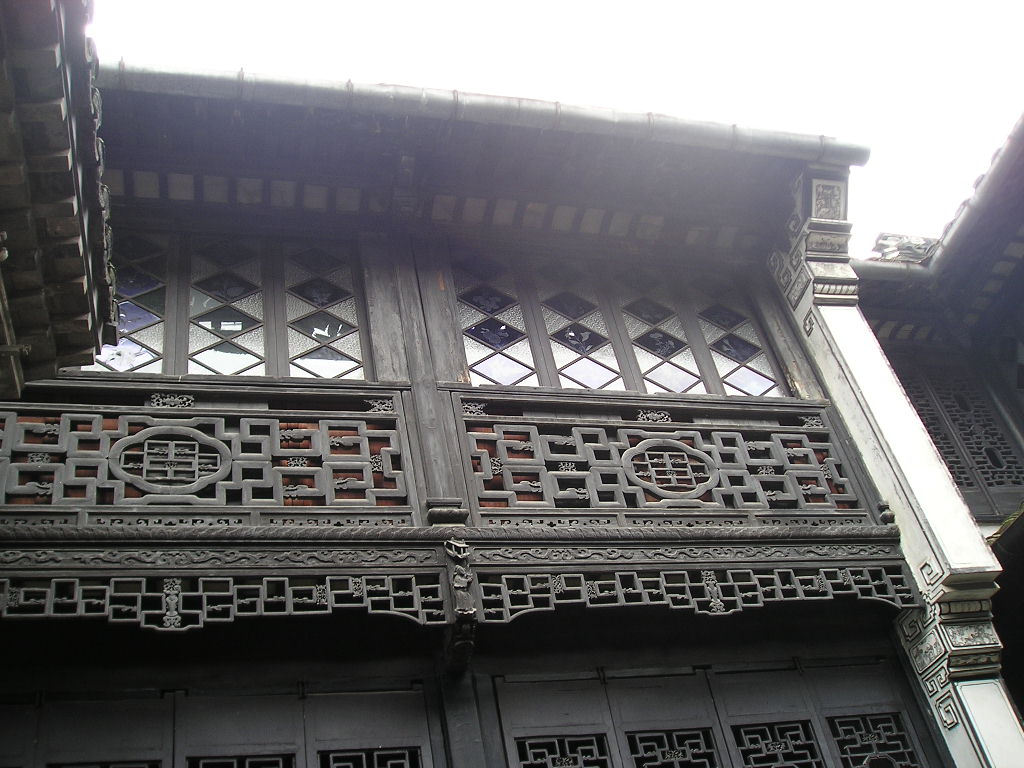
張石銘舊居的精美木雕和法國玻璃窗

- 嘉業堂藏書樓[5][2]
- 小蓮莊，劉鏞的私家園林[2]小蓮莊
- 懿德堂（張石銘舊居）[5][2]張石銘舊居的精美木雕和法國玻璃窗

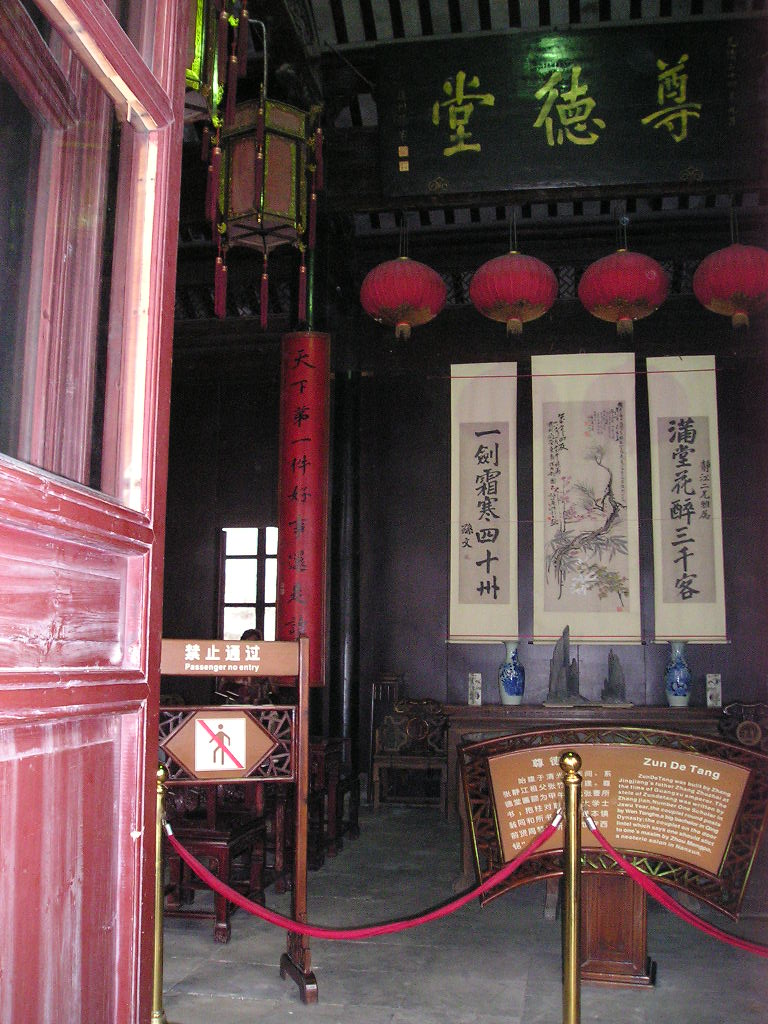
南潯張靜江故居正廳

- 尊德堂（南潯張靜江故居）[5][2]
- 劉氏梯號[2]
- 颖园[2]南潯張靜江故居正廳
- 求恕裏
- 百間樓沿河古建築群[2]
- 廣惠宮
- 通津橋[6]
- 洪濟橋[6]
- 廣惠橋
- 萬奎橋
- 化成橋
- 萬古橋
- 垂虹桥[6]
- 望月橋

## 文物保护单位
| 编号                 | 名称                            | 年代                 | 地址                                      | 类别                       | 图片                 | 备注                                                         |
| 全国重点文物保护单位 | 全国重点文物保护单位            | 全国重点文物保护单位 | 全国重点文物保护单位                      | 全国重点文物保护单位       | 全国重点文物保护单位 | 全国重点文物保护单位                                         |
| -------------------- | ------------------------------- | -------------------- | ----------------------------------------- | -------------------------- | -------------------- | ------------------------------------------------------------ |
| 5-312                | 嘉业堂藏书楼及小莲庄            | 清                   | 南浔区南浔古镇南栅                        | 古建筑                     |                      |                                                              |
| 5-488                | 南浔张氏旧宅建筑群              | 1899—1906年          | 南浔区南浔古镇南西街                      | 近现代重要史迹及代表性建筑 |                      |                                                              |
| 6-810、7-1973        | 大运河 - 丝业会馆及丝商建筑     | 春秋至中华人民共和国 | 南浔区南浔古镇 - 镇区北 - 南东街 - 南东街 | 古建筑                     |                      | 第六批公布京杭大运河，第七批大运河并入并改名为大运河         |
| 7-1727               | 尊德堂                          | 1877年               | 南浔区南浔古镇东大街                      | 近现代重要史迹及代表性建筑 |                      |                                                              |
| 浙江省文物保护单位   |                                 |                      |                                           |                            |                      |                                                              |
| 3-28                 | 洪城遗址                        | 新石器时代           | 南浔区南浔镇洪城村                        | 古遗址                     |                      | 原分类为古遗址、古窑址及古墓葬，公布时属马腰乡               |
| 7-112                | 頔塘故道双桥 - 洪济桥           | 清                   | 南浔区南浔古镇东市河                      | 古建筑                     |                      |                                                              |
| 7-238                | 博成桥、苏鲁桥和长发桥 - 长发桥 | 民国                 | 南浔区南浔镇 - 南浔古镇百间楼河           | 近现代重要史迹及代表性建筑 |                      |                                                              |
| 湖州市文物保护单位   |                                 |                      |                                           |                            |                      |                                                              |
| 3-10                 | 董氏世德堂、寿俊堂              | 明嘉靖年间           | 南浔镇董家弄                              | 古建筑                     |                      |                                                              |
| 3-12                 | 适园石塔                        | 清宣统二年（1910年） | 南浔镇烈士陵园                            | 古建筑                     |                      |                                                              |
| 3-13                 | 通津桥                          | 清嘉庆三年（1798年） | 南浔镇中市                                | 古建筑                     |                      | 2017年列为浙江省文物保护单位頔塘故道双桥子项                 |
| 3-14                 | 洪济桥                          | 清嘉庆十年（1805年） | 南浔镇东栅                                | 古建筑                     |                      | 2017年列为浙江省文物保护单位頔塘故道双桥子项                 |
| 3-15                 | 广惠桥                          | 清嘉庆末年（1820年） | 南浔镇南栅                                | 古建筑                     |                      |                                                              |
| 5-7                  | 张静江旧宅                      | 清                   | 南浔镇东大街                              | 古建筑                     |                      | 2013年列为全国重点文物保护单位                               |
| 5-8                  | 南浔商会旧址                    | 1926年               | 南浔镇南西街                              | 代表性建筑                 |                      |                                                              |
| 6-18                 | 述园快阁                        | 清                   | 南浔区南浔古镇便民路                      | 古建筑                     |                      |                                                              |
| 6-19                 | 颖园                            | 清                   | 南浔区南浔古镇便民路                      | 古建筑                     |                      |                                                              |
| 6-28                 | 刘氏梯号                        | 民国                 | 南浔区南浔古镇                            | 近现代重要史迹及代表性建筑 |                      | 2013年列为全国重点文物保护单位大运河子项，丝业会馆与丝商建筑 |
| 6-32                 | 刘氏求恕里                      | 清                   | 南浔区南浔古镇南西街                      | 近现代重要史迹及代表性建筑 |                      |                                                              |
| 7-20                 | 庞氏旧宅                        | 清                   | 南浔区南浔镇百间楼                        | 古建筑                     |                      |                                                              |
| 7-22                 | 康王寺桥                        | 清                   | 南浔区南浔镇浔南村                        | 古建筑                     |                      |                                                              |
| 7-38                 | 博成桥                          | 民国                 | 南浔区南浔镇沈庄漾村                      | 近现代重要史迹及代表性建筑 |                      | 2017年列为浙江省文物保护单位                                 |
| 7-39                 | 红专桥                          | 现代                 | 南浔区千金镇千金村                        | 近现代重要史迹及代表性建筑 |                      |                                                              |
| 7-40                 | 南浔粮站总粮仓                  | 现代                 | 南浔区南浔镇百间楼、南浔镇中心幼儿园内    | 近现代重要史迹及代表性建筑 |                      |                                                              |
| 7-41                 | 金锁桥                          | 民国                 | 南浔区双林镇新街社区                      | 近现代重要史迹及代表性建筑 |                      |                                                              |
| 7-42                 | 南浔天主堂                      | 近现代               | 南浔区南浔镇浔东村                        | 近现代重要史迹及代表性建筑 |                      |                                                              |
| 8-21                 | 钟兴高桥                        | 清                   | 南浔区南浔镇施家浜村                      | 古建筑                     |                      |                                                              |
| 8-34                 | 刘锦藻家族墓                    | 民国                 | 南浔区南浔镇丁家桥村                      | 近现代重要史迹及代表性建筑 |                      |                                                              |
| 8-35                 | 长发桥                          | 民国                 | 南浔区南浔镇百间楼社区                    | 近现代重要史迹及代表性建筑 |                      | 2017年列为浙江省文物保护单位                                 |
| 8-36                 | 大德塘桥                        | 民国                 | 南浔区南浔镇屯圩村                        | 近现代重要史迹及代表性建筑 |                      |                                                              |
| 8-37                 | 苏鲁桥                          | 民国                 | 南浔区南浔镇辑里村                        | 近现代重要史迹及代表性建筑 |                      | 2017年列为浙江省文物保护单位                                 |
| 8-39                 | 西林村大礼堂                    | 20世纪70年代         | 南浔区南浔镇南林村                        | 近现代重要史迹及代表性建筑 |                      |                                                              |
| 8-40                 | 谢子楠墓                        | 民国                 | 南浔区南浔镇迎春村                        | 近现代重要史迹及代表性建筑 |                      |                                                              |
| 9-5                  | 张新华烈士故居旧址              | 中华民国             | 南浔区南浔古镇百间楼社区东大街98号        | 近现代重要史迹及代表性建筑 |                      |                                                              |
| 9-15                 | 三川桥                          | 清                   | 南浔区南浔镇马腰行政村                    | 古建筑                     |                      |                                                              |

## 著名人物
- 朱國禎
- 莊允誠
- 莊廷鑨（？—1655年）
- 唐元樓（？—1663年）
- 張頌賢（1817年-1892年），清末巨商。
- 劉鏞（1826年-1899年），清末巨商。
- 劉錦藻 （1862年－1934年）。
- 張靜江（1877年－1950年9月3日），清末巨商，中國國民黨的第二任領導人。

## 文學作品
- 湖州市出身作家徐迟的《江南小镇》一書以南浔古镇為主題。[5][2]